# Dolkwespen
De dolkwespen (Scoliidae) vormen een familie binnen de orde van de vliesvleugeligen (Hymenoptera).

## Kenmerken
Deze insecten hebben een stevig, dichtbehaard lichaam met een lengte van 1 tot 5,6 cm. De kleur is blauwzwart met roodbruine strepen. Mannetjes zijn over het algemeen kleiner dan vrouwtjes en hebben langere antennen.

## Voortplanting
Het enkele eitje wordt afgezet in een larve van de bladsprietkever. Deze dient dan wel vooraf gevangen en verdoofd te worden. De wespenlarve vreet de larve leeg en verpopt zich daarna in een cocon in de resten.

## Verspreiding en leefgebied
Deze familie komt wereldwijd voor in tropische streken, overal waar bladsprietkevers voorkomen.

## Geslachten
(Indicatie van aantallen soorten per geslacht tussen haakjes)
- Campsomeriella (1)
- Colpa (3)
- Dasyscolia (1)
- Megascolia (2)
- Micromeriella (1)
- Proscolia (1)
- Scolia Fabricius, 1775 (14)